# Grand Prix d'été de saut à ski 2002
Le Grand Prix d'été de saut à ski 2002 est la neuvième édition du Grand Prix d'été de saut à ski organisé par la FIS, il fut remporté par l'autrichien Andreas Widhölzl.

## Classement général
| Place | Nom               | Pays       | Points |
| ----- | ----------------- | ---------- | ------ |
| 1     | Andreas Widhoelzl | Autriche   | 560    |
| 2     | Clint Jones       | États-Unis | 354    |
| 3     | Janne Ahonen      | Finlande   | 338    |
| 4     | Martin Hoellwarth | Autriche   | 306    |
| 5     | Martin Koch       | Autriche   | 244    |
| 6     | Roar Ljoekelsoey  | Norvège    | 193    |
| 7     | Robert Kranjec    | Slovénie   | 179    |
| 8     | Roberto Cecon     | Italie     | 172    |
| 9     | Matti Hautamaeki  | Finlande   | 159    |
| 10    | Adam Malysz       | Pologne    | 126    |

## Résultats
| Date              | Lieu         | Vainqueur         | Deuxième     | Troisième         |
| 10 août 2002      | Hinterzarten | Andreas Widhoelzl | Janne Ahonen | Matti Hautamaeki  |
| 11 août 2002      | Hinterzarten | Andreas Widhoelzl | Clint Jones  | Martin Hoellwarth |
| 14 août 2002      | Courchevel   | Andreas Widhoelzl | Clint Jones  | Robert Kranjec    |
| 6 septembre 2002  | Lahti        | Andreas Widhoelzl | Janne Ahonen | Martin Koch       |
| 7 septembre 2002  | Lahti        | Andreas Widhoelzl | Janne Ahonen | Martin Hoellwarth |
| 14 septembre 2002 | Innsbruck    | Martin Hoellwarth | Clint Jones  | Andreas Widhoelzl |